# Титов, Фёдор Фролович
Фёдор Фролович Титов (1917—1945) — советский воин самоходной артиллерии, участник Великой Отечественной войны, Герой Советского Союза (27.06.1945). Старшина.

## Биография
Фёдор Титов родился в 1917 году в деревне Холуповка (ныне — Рославльский район Смоленской области). После окончания неполной средней школы проживал и работал на Дальнем Востоке. В 1938—1939 годах проходил службу в Рабоче-крестьянской Красной Армии, участвовал в боях на озере Хасан. Демобилизовавшись, учился на курсах машинистов в Полоцке. 
В начале Великой Отечественной войны Титов повторно был призван в армию. С мая 1942 года сражался на Великой Отечественной войне. Воевал на Западном фронте. В октябре 1942 года был тяжело ранен.
После излечения и службы в тыловых частях вернулся на фронт в декабре 1944 года, попав в самоходную артиллерию.  Участвовал в Висло-Одерской наступательной операции в январе 1945 года.
К январю 1945 года гвардии старшина Фёдор Титов был наводчиком самоходного артиллерийского орудия «СУ-76» под командованием гвардии младшего лейтенанта С. Ф. Рудакова 298-го гвардейского самоходного артиллерийского полка 4-го гвардейского танкового корпуса 5-й гвардейской армии 1-го Украинского фронта. Отличился во время Нижнесилезской наступательной операции. В ночь с 15 на 16 февраля 1945 года САУ Титова в составе бригады участвовало в штурме села Шидглогвиц, а затем в его удержании. В бою по отражению сильной немецкой контратаки беглым огнём с дистанции 50-100 метров экипаж уничтожил 3 танка «Пантера», 3 артиллерийских орудия, 1 БТР и до 50 солдат. Населённый пункт был удержан. Всего за период 12 января — 16 февраля 1945 года экипаж Титова уничтожил 4 танка, 5 артиллерийских орудий, 2 БТР, 4 пулемёта и около 80 солдат и офицеров противника.
Указом Президиума Верховного Совета СССР от 27 июня 1945 года «за образцовое выполнение боевых заданий командования на фронте борьбы с немецкими захватчиками и проявленные при этом отвагу и геройство» гвардии старшина Фёдор Фролович Титов посмертно был удостоен звания Героя Советского Союза. 
29 апреля 1945 года гвардии старшина Ф. Ф. Титов погиб в бою к северу от Дрездена. Похоронен в населенном пункте Кёнигсварта.
Также награждён орденом Ленина (27.06.1945) и орденом Красной Звезды (31.05.1945).